# Elsa Mollien
Elsa Mollien (11 febbraio 1982) è un'attrice e doppiatrice francese.

## Filmografia

### Attrice

#### Cinema
- Hannibal Lecter - Le origini del male (Hannibal Rising), regia di Peter Webber (2007)
- Misconception - cortometraggio, regia di Pfelton Sutton (2007)
- Coluche, l'histoire d'un mec, regia di Antoine de Caunes (2008)
- Sandrine nella pioggia, regia di Tonino Zangardi (2008)
- Les hommes sont des Rêves, regia di Guillaume Georget e Georget Guillaume (2011)
- Dirtymoney, regia di Adam Tysoe (2013)
- Attacco al potere 2 (London Has Fallen), regia di Babak Najafi (2016)
- Il giovane Karl Marx (Le jeune Karl Marx), regia di Raoul Peck (2017)

#### Televisione
- Jane Eyre – miniserie TV, episodi 1x1-1x2-1x3 (2006)
- Élodie Bradford – serie TV, episodio 1x5 (2007)
- Villa Jasmin, regia di Férid Boughedir – film TV (2008)
- Mitterrand à Vichy, regia di Serge Moati – film TV (2008)
- Joséphine, ange gardien – serie TV, episodio 12x1 (2008)
- R.I.S Police scientifique – serie TV, episodio 4x12 (2009)
- Claire Brunetti – serie TV, episodio 1x1 (2009)
- Éternelle – serie TV, 6 episodi (2009)
- Sulle tracce del crimine (Section de recherches) – serie TV, episodio 6x4 (2012)
- Poirot - serie TV, episodio 13x01 (2013)
- Crossing Lines – serie TV, 14 episodi (2013-2014)
- Poldark – serie TV, episodio 3x03 (2017)

#### Doppiaggio
- Marion Cotillard in Midnight in Paris (nella versione italiana)

## Doppiatrici italiane
Nelle versioni in italiano delle opere in cui ha recitato, Elsa Mollien è stata doppiata da:
- Laura Lenghi in Sandrine nella pioggia
- Laura Romano in Crossing Lines
- Sabine Cerullo in FBI: International